# Christian Lindberg
Christian Lindberg, född 15 februari 1958 i Danderyds församling, är en svensk trombonist, dirigent och tonsättare.
Lindberg började spela trombon först som sjuttonåring och blev redan efter två år anställd i Kungliga Hovkapellet. Efter vidare utbildning blev han världens första, på heltid, professionella trombonsolist. Han har ett nära samarbete med tonsättaren Jan Sandström, vilket har resulterat i bland annat tre trombonkonserter. Först av dessa kom Motorcykelkonserten, som Lindberg uruppförde 1989 och som har rönt stora framgångar över hela världen. Flera andra tonsättare har skrivit direkt för Lindberg.
I början av 2000-talet började Lindberg även dirigera och komponera professionellt. Han var chefsdirigent för Nordiska Kammarorkestern i Sundsvall 2004–2010 och har haft samma roll hos Stockholms Läns Blåsarsymfoniker sedan 2005. Han är också konstnärlig rådgivare och chefsdirigent för Arctic Philharmonic Orchestra i Nordnorge sedan den grundades 2009.
Under åren 2003–06 komponerade Lindberg en konsert för bas-, tenor- och alttrombon och orkester med titeln Chick'a'Bone Checkout, beställd av Chicago Symphony Orchestra och tillägnad orkesterns bastrombonist Charles Vernon, som uruppförde verket 28 september 2006.
Lindberg har som dirigent visat stort intresse för Allan Petterssons musik. Tillsammans med Norrköpings symfoniorkester gjorde han under åren 2011–2018 inspelningar av ett flertal av Petterssons symfonier, och han har tidigare spelat in tonsättarens konserter för stråkorkester med Nordiska Kammarorkestern.
Christian Lindberg är son till bildkonstnärerna Ulla-Monica Lindberg och Arne Lindberg samt bror till lutenisten Jakob Lindberg. Han är far till tonsättaren Andrea Tarrodi.

## Priser och utmärkelser
- 1982 – Léonie Sonnings musikstipendium
- 1986 – Fonogrampriset för The Burlesque Trombone (tillsammans med Roland Pöntinen, piano)
- 1996 – Ledamot nr 908 av Kungliga Musikaliska Akademien
- 2004 – Litteris et Artibus
- 2008 – Lunds Studentsångförenings solistpris
- 2015 – Grammis för "Årets klassiska" (tillsammans med Norrköpings symfoniorkester)